# Grimstahamns nybygge
Grimstahamns nybygge är en folklivsnovell av Carl Jonas Love Almqvist, utgiven 1839. Novellen ingick som en del i den serie ”folkskrifter” som utgavs av N W Lundequist 1839—1840 och var avsedda att spridas till en vidare läsekrets, inte minst på landsbygden.
Novellen skildrar ett ungt torparpar som tar över ett förfallet torp och försöker rusta upp det och dess odlingsmarker. Berättelsen sträcker sig över ett antal år och är både finstämd och realistisk i det att den skildrar både vedermödor och glädjeämnen.
Andra berättelser i samma allmogegenre av Almqvist är bland annat Skällnora kvarn, Kapellet, Ladugårdsarrendet, Målaren och Vargens dotter. Flera av dessa har getts ut tillsammans i olika samlingar.